# Altmetric
Altmetric是一家数据科学公司，它能跟踪并统计论文在网络上的引用。Altmetric是霍尔茨布林克出版集团子公司Digital Science旗下的一家投資組合公司。Altmetric由Euan Adie于2011年创立。